# Tommy Coyne
Thomas "Tommy" Coyne (Govan, 14 de novembro de 1962) é um ex-futebolista escocês que atuou pela Irlanda, de onde vêm suas origens.

## Carreira

### Início
Iniciou a carreira profissional no Clydebank, em 1981. Começou a se destacar na segunda temporada, marcando 19 vezes em 38 partidas; havia marcado 10 em 11 jogos já na temporada 1983/84 quando foi vendido por 60.000 libras ao recém-campeão da Liga Escocesa, o Dundee United.

### Nos rivais de Dundee
Seu desempenho no United, entretanto, foi bem aquém do esperado. Em três temporadas e 62 jogos, marcou apenas 9 gols. Transferiu-se então para o grande rival Dundee no decorrer da temporada 1986/87, onde voltou a uma boa fase, marcando os mesmos 9 gols, mas nas 20 partidas restantes do campeonato.
Na temporada seguinte, 33 gols em 43 jogos na Liga lhe deram a artilharia do torneio. No início da edição 1988/89, foi vendido ao poderoso Celtic após marcar, novamente em 20 partidas (desta vez as iniciais da Liga) 9 tentos.

### Celtic e final da carreira
Na equipe de Glasgow, só foi embalar em seu segundo ano, onde novamente terminou artilheiro do campeonato escocês ao marcar 18 vezes em 26 partidas. No segundo semestre de 1993, foi jogar na equipe inglesa do Tranmere Rovers, voltando à Escócia ainda naquele ano, em novembro, agora pelo Motherwell. No novo clube, terminou pela terceira vez como o maior goleador do campeonato escocês, na temporada 1994/95.
Deixou o Motherwell em 1998, encerrando a carreira três anos depois no Albion Rovers, após rumar novamente pelo Dundee e Clydebank.

## Seleção Irlandesa
Não sendo convocado pela Seleção Escocesa, Coyne optou por aceitar convite da Irlanda, estreando por ela já com quase 30 anos, em 1992. Marcou 27 minutos após entrar no jogo, um amistoso contra a Suíça em Dublin, em partida que terminou em vitória irlandesa por 2 x 1.
Jogou três partidas da Irlanda na Copa do Mundo de 1994 como titular, mas não marcou. Seu último jogo foi na partida de ida contra a Bélgica, nas repescagens européias para a Copa do Mundo de 1998. O jogo terminou empatado, e os belgas acabariam classificados após vencer na volta por 2 x 1.